# كوريزيا بمبي
كوريزيا بمبي (الاسم العلمي: Chorisia crispiflora)، هو نبات ينتمي إلى (فصيلة: Malvaceae).